# Irving Cummings
Irving Cummings, de nom real Irving Caminsky (Nova York, 9 d'octubre de 1888 − Los Angeles, Califòrnia, 18 d'abril de 1959), va ser un actor, director de cinema, guionista i productor estatunidenc.
Va ser l'espòs de Ruth Cummings de 1917 a la seva mort, el 1959, i el pare del guionista Irving Cummings Jr..

## Biografia
Cummings va començar la seva carrera d'actor a l'adolescència a Broadway amb la llegendària Lillian Russell. Va passar al cinema el 1909 i de seguida es va convertir en un actor principal molt popular. Poques de les pel·lícules que va fer com a actor es conserven, amb l'excepció del primer llargmetratge de Buster Keaton, The Saphead (1920), en el qual Cummings interpreta un agent de borsa corb i la de Fred Niblo Sex (1920), una de les primeres pel·lícules que descriu un nou fenomen als anys 20 a Amèrica, el Flapper. Les dues pel·lícules estan disponibles en vídeo de casa, així com The Round-Up (1920), on protagonitza un western dramàtic amb Roscoe Arbuckle (amb el famós tagline  Ningú estima un home gras ) i Wallace Beery. Al voltant d'aquell temps, començava a dirigir pel·lícules d'acció i ocasionalment comèdies.
El 1934, Cummings va dirigir Grand Canary, i el 1929 va ser nominat per l'Oscar a la millor direcció per In Old Arizona.
Cummings va ser conegut pels ostentosos musicals en Technicolor dels anys 30, amb actrius populars com Betty Grable, Alice Faye, Carmen Miranda, i Shirley Temple (Little Miss Broadway, 1938), dirigides a la 20th Century Fox.
El 1943, com a part del 50è aniversari del naixement de la indústria del cinema, a Cummings se li va atorgar la Medalla d'Or de Fundació Thomas A. Edison per la feina excepcional en les arts i ciències.

## Filmografia
Com a actor
- 1914: Uncle Tom's Cabin de William Robert Daly: George Harris
- 1919: Her Code of Honor de John M. Stahl
- 1919: The Better Wife de William P.S. Earle: Schuyler Van Sutphen
- 1919: Don't Change Your Husband de Cecil B. DeMille: Comte de Cheveral
- 1919: Secret Service de Hugh Ford: Benton Arrelsford
- 1919: Everywoman de George Melford: Passió
- 1919: Men, Women, and Money de George Melford: Julian Chadwick
- 1920: The Round-Up de George Melford: Dick Lane
- 1922: The Eternal Flame, de Frank Lloyd: Henri de Marsay
- 1922: The Man from Hell's River: Pierre de Barre
- 1925: As Man Desires
- 1936: Girls Dormitory

Com a director
| - 1921: On the Trail - 1922: The Man from Hell's River - 1922: Paid Back - 1922: The Jilt - 1922: Flesh and Blood - 1922: Environment - 1922: Broad Daylight - 1923: Broken Hearts of Broadway - 1923: The Drug Traffic - 1923: East Side - West Side - 1924: Dancing Cheat - 1924: Fool's Highway - 1924: In Every Woman's Life - 1924: Riders Up - 1924: The Rose of Paris - 1924: Stolen Secrets - 1925: One Year to Live - 1925: Just a Woman - 1925: As Man Desires - 1925: The Desert Flower - 1925: Infatuation - 1926: Rustling for Cupid - 1926: The Country Beyond - 1926: The Midnight Kiss | - 1926: The Johnstown Flood - 1926: Bertha the Sewing Machine Girl - 1927: The Brute - 1928: Dressed to Kill - 1928: The Port of Missing Girls - 1928: Romance of the Underworld - 1929: In Old Arizona - 1929: Not Quite Decent - 1929: Behind That Curtain - 1930: Cameo Kirby - 1930: A Devil with Women - 1930: On the Level - 1931: A Holy Terror - 1931: The Cisco Kid - 1932: Attorney for the Defense - 1932: The Night Club Lady - 1932: Man Against Woman - 1933: Man Hunt - 1933: The Woman I Stole - 1933: The Mad Game - 1934: I Believed in You - 1934: Grand Canary - 1934: The White Parade - 1935: It's a Small World | - 1935: Curly Top - 1936: Nobody Fool (amb Arthur Greville Collins) - 1936: Poor Little Rich Girl - 1936: White Hunter - 1937: Vogues of 1938 - 1937: Merry Go Round of 1938 - 1938: Little Miss Broadway - 1938: Just Around the Corner - 1939: The Story of Alexander Graham Bell - 1939: Hollywood Cavalcade - 1939: Everything Happens at Night - 1940: Lillian Russell (pel·lícula) - 1940: Down Argentine Way - 1941: That Night in Rio - 1941: Belle Starr - 1941: Louisiana Purchase - 1942: My Gal Sal - 1942: Springtime in the Rockies - 1943: Sweet Rosie O'Grady - 1943: What a Woman - 1944: The Impatient Years - 1945: The Dolly Sisters - 1951: Double Dynamite |

Com a productor
- 1921: On the Trail
- 1922: The Man from Hell's River
- 1922: Flesh and Blood
- 1922: Environment
- 1923: Broken Heats of Broadway
- 1923: The Drug Traffic
- 1923: East Side - West Side
- 1943: What a Woman
- 1944: The Impatient Years

### com a guionista
- 1922: The Man from Hell's River
- 1926: The Country Beyond
- 1928: Dressed to Kill

## Premis i nominacions

### Nominacions
- 1930. Oscar al millor director per In Old Arizona